# Wydział Teologiczny Uniwersytetu Papieskiego Jana Pawła II w Krakowie
Wydział Teologiczny Uniwersytetu Papieskiego Jana Pawła II w Krakowie – jeden z pięciu wydziałów Uniwersytetu Papieskiego Jana Pawła II w Krakowie. Jest kontynuatorem zlikwidowanego w 1954 Wydziału Teologicznego Uniwersytetu Jagiellońskiego. Na Wydziale prowadzone są studia na kierunkach teologia i turystyka religijna.

## Historia
W 1954 władze Polski Ludowej zniosły Wydział Teologiczny UJ, a część jego pracowników została włączona do utworzonej wówczas Akademii Teologii Katolickiej w Warszawie. Mimo to działalność naukowo-dydaktyczna Wydziału była faktycznie kontynuowana w oparciu o prawa kościelne. W 1959 r. Stolica Apostolska wydała dekret głoszący m.in. iż „Wydział Teologiczny zgodnie z jego ustanowieniem i charakterem trwa pod kierownictwem jednej władzy kościelnej i na przyszłość ma się kształtować wedle praw ustanowionych przez Stolicę Apostolską”. W 1974 dzięki staraniom kardynała Karol Wojtyła Wydział określony został mianem „Papieskiego”. W 1981 papież Jan Paweł II ustanowił na mocy motu proprio Beata Hedvigis Papieską Akademię Teologiczną w Krakowie, składającą się z Wydziału Teologicznego oraz Wydziału Filozoficznego i Wydziału Historii Kościoła. W 2009 papież Benedykt XVI przekształcił PAT w Uniwersytet Papieski Jana Pawła II.

## Struktura organizacyjna
- Instytut Liturgiczny
- Instytut Nauk Biblijnych
- Instytut Teologii Dogmatycznej, Patrystycznej i Historii Kościoła
- Instytut Teologii Fundamentalnej, Ekumenii i Dialogu
- Instytut Teologii Moralnej i Duchowości
- Instytut Teologii Praktycznej
- Ośrodek Studiów Franciszkańskich[2]

## Władze Wydziału
Kadencja 2024–2028:
- dziekan: ks. dr hab. Witold Ostafiński, prof. UPJPII
- kierownik dyscypliny nauk teologicznych: ks. prof. dr hab. Henryk Sławiński
- kierownik dyscypliny nauk biblijnych: ks. dr hab. Roman Bogacz, prof. UPJPII
- kierownik kierunku teologia: dr inż. Anna Wajda

## Poczet dziekanów Wydziału (lista niepełna)
- 1997–2000 – ks. dr hab. Wojciech Życiński, prof. nadzw. (dziekan Wydziału Teologicznego PAT)
- 2012–2014 – ks. prof. dr hab. Wojciech Zyzak
- 2014–2020 – ks. dr hab. Arkadiusz Baron, prof. UPJPII
- 2020–2024 – ks. dr hab. Jan Dziedzic, prof. UPJPII
- od 2024 – ks. dr hab. Witold Ostafiński, prof. UPJPII

## Czasopismo Wydziału
W Wydziale wydawane jest czasopismo „Polonia Sacra”.

## Adres
Wydział Teologiczny UPJPII

31-002 Kraków

ul. Kanonicza 9